# Emergência de Saúde Pública de Âmbito Internacional

Logo da Organização Mundial da Saúde, a autoridade que declara uma PHEIC

Uma Emergência de Saúde Pública de Âmbito Internacional (em inglês: Public Health Emergency of International Concern - PHEIC) é uma declaração formal da Organização Mundial da Saúde (OMS) de "um evento extraordinário determinado a constituir um risco de saúde pública para outros Estados através da propagação internacional de doenças e potencialmente exigir uma resposta internacional coordenada", formulada quando surge uma situação "grave, repentina, incomum ou inesperada", que "acarreta implicações para a saúde pública além da fronteira nacional do Estado afetado" e "pode exigir ação internacional imediata". Sob o Regulamento Sanitário Internacional de 2005 (IHR), os estados têm o dever legal de responder prontamente a um PHEIC.

## Definição
A declaração é publicada por um Comitê de Emergência (CE) composto por especialistas internacionais que operam sob o IHR (2005), desenvolvido após o surto de SARS de 2002/2003.
Desde 2009, houve sete declarações de PHEIC: a pandemia de H1N1 de 2009 (ou gripe suína), a declaração de poliomielite de 2014, o surto de Ebola em 2014 na África Ocidental, a epidemia de vírus Zika de 2015-16, a epidemia de ébola em Kivu, a pandemia de COVID-19 e o surto de varíola dos macacos de 2022–2023 (que foi reclassificado como PHEIC em 2024). As recomendações são temporárias e exigem revisões a cada três meses.
A SARS, a varíola, a poliomielite do tipo selvagem e qualquer novo subtipo de gripe humana são automaticamente PHEICs e, portanto, não requerem uma decisão do IHR para declará-las como tal.
Uma PHEIC não se limita apenas à doenças infecciosas e pode cobrir uma emergência causada por um agente químico ou um material radio nuclear. É uma medida de "apelo à ação" e "último recurso".
A maioria das epidemias e emergências não ganha a atenção do público ou preenche os critérios para ser uma PHEIC. O CE não foi convocado para o surto de cólera no Haiti, uso de armas químicas na Síria ou o desastre nuclear de Fukushima no Japão.

## Relatórios de preocupações potenciais
Os Estados-Membros da OMS têm 24 horas para relatar possíveis eventos de PHEIC à OMS. Não precisa ser um estado membro que relata um surto potencial, portanto, os relatórios à OMS também podem ser recebidos informalmente, por fontes não governamentais. De acordo com o RSI (2005), todas as formas de detectar, avaliar, notificar e relatar eventos foram determinadas por todos os países, a fim de evitar PHEICs. A resposta aos riscos à saúde pública também foi decidida.
O algoritmo de decisão do RSI auxilia os Estados-Membros da OMS a decidir se existe um potencial ESPII e se a OMS deve ser notificada. A OMS deve ser notificada se duas das quatro perguntas a seguir forem afirmadas:
- O impacto do evento na saúde pública é sério?
- O evento é incomum ou inesperado?
- Existe um risco significativo de propagação internacional?
- Existe um risco significativo de viagens internacionais ou restrições comerciais?

Os critérios da PHEIC incluem uma lista de doenças que são sempre de notificação compulsória. SARS, varíola, poliomielite selvagem e qualquer novo subtipo de gripe humana são sempre uma PHEIC e não requerem uma decisão do RSI para declará-los como tal.
Emergências de saúde em grande escala que atraem a atenção do público não preenchem necessariamente os critérios para ser uma PHEIC. Os CEs não foram convocados para o surto de cólera no Haiti, o uso de armas químicas na Síria ou o desastre nuclear de Fukushima no Japão, por exemplo. 
É necessária uma avaliação mais aprofundada para doenças propensas a se tornarem pandemias, incluindo, mas não se limitando a cólera, peste pneumônica, febre amarela e febres hemorrágicas virais.
A declaração de uma PHEIC pode parecer um fardo econômico para o estado que enfrenta a epidemia. Faltam incentivos para declarar uma epidemia e a PHEIC pode ser vista como uma limitação ao comércio em países que já estão em dificuldades.

## Comitê de Emergência
Para declarar uma ESPII, o Diretor-Geral da OMS deve levar em consideração fatores que incluem o risco para a saúde humana e a disseminação internacional, bem como o conselho de um comitê internacional de especialistas, o Comitê de Emergência do RSI (CE), um dos quais deve ser um especialista nomeado pelo Estado em cuja região o evento ocorre. Em vez de ser um comitê permanente, o CE é criado em uma base ad hoc.
 

Até 2011, os nomes dos membros do Conselho de Administração do RSI não eram divulgados publicamente; na esteira das reformas, agora eles são. Esses membros são selecionados de acordo com a doença em questão e a natureza do evento. Os nomes são retirados da Lista de Especialistas em RSI. O diretor-geral segue o conselho da CE, após sua avaliação técnica da crise usando critérios legais e um algoritmo predeterminado após uma revisão de todos os dados disponíveis sobre o evento. Após a declaração, a CE faz recomendações sobre quais ações o diretor-geral e os Estados-membros devem tomar para enfrentar a crise. As recomendações são temporárias e requerem revisão a cada três meses enquanto estiverem em vigor.